# Денисов Даниїл Сергійович
Даниїл Сергійович Денисов (рос. Дании́л Серге́евич Дени́сов, нар. 21 жовтня 2002, Санкт-Петербург, Росія) — російський футболіст, півзахисник московського «Спартака» та національної збірної Росії.

## Ігрова кар'єра

### Клубна
Займатися футболом Даниїл Денисов почав у спортивних школах міста Санкт-Петербург. На початку 2019 року він перебрався до Москви, де продовжив навчання футболу в академії столичного «Спартака». Виступав у юнацькій команді та у дублі «Спартака» у Молодіжній першості.
У вересні 2019 року Денисов підписав зі «Спартаком» перший професійний контракт, а з 2020 року почав свої виступи у складі «Спартак-2» у турнірі ФНЛ. З літа 2021 року Денисова почали залучати до першої команди. У жовтні 2021 року футболіст вперше вийшов на поле у матчі чемпіонату Росії. У лютому 2022 року Денисов підписав з клубом новий контракт до 2026 року.
27 серпня 2022 року Даниїл Денисов забив гол у ворота воронезького «Факела» і став першим футболістом 2022 року народження, які забивали у складі «Спартака».

### Збірна
З 2019 року Даниїл Денисов викликався до юнацьких збірних Росії. 26 березня 2023 року у товариському матчі проти збірної Іраку Даниїл Денисов дебютував у національній збірній Росії.

## Титули
Спартак (М)
 Переможець Кубка Росії: 2021/22
 Бронзовий призер чемпіонату Росії: 2022/23